# 前橋市立明桜中学校
前橋市立明桜中学校（まえばししりつ めいおうちゅうがっこう）は、群馬県前橋市後閑町にある公立中学校。

## 概要
2021年4月に前橋市立春日中学校と前橋市立広瀬中学校が統合し、前橋市立天神小学校跡地に新設され明桜中学校が開校。
2008年に「前橋市立小中学校の適正規模・適正配置基本方針」策定され、春日中学校と広瀬中学校の統合計画にが初めて示された。これに基づき開催された春日中学校・広瀬中学校適正規模合同地区委員会は、統合場所の折り合いがつかず2012年7月11日に前橋赤十字病院の移転後の地域の様子を鑑みて統合計画を進めるとして一度休止となった。しかし、その後も2校の生徒数は減り続け、部活動の人数が足りなくなるなどの理由から、2017年7月15日に再度春日中学校・広瀬中学校適正規模合同地区委員会が結成され、統合の計画を協議した。その結果前橋市立わかば小学校への統合の為廃校となった天神小学校の跡地に統合した中学校を置くことで決定した。

## 所在地
- 群馬県前橋市後閑町50-4

## 沿革
- 2008年（平成20年）8月19日 - 前橋市立小中学校の適正規模・適正配置基本方針が策定。春日中学校と広瀬中学校の統合計画が示される。
- 2012年（平成24年）7月11日 - 第6回適正規模合同地区委員会をもって合同地区委員会は一旦解散として休会。
- 2017年（平成29年）7月15日 - 春日中学校・広瀬中学校適正規模合同地区委員会が再結成。
- 2018年（平成30年）3月27日 - 春日中学校・広瀬中学校適正規模合同地区委員会の報告書が教育委員会に提出される。
- 2021年（令和3年）4月1日 - 開校。

## 学区
- 上佐鳥町
- 橳島町
- 朝倉町
- 朝倉町二丁目
- 朝倉町三丁目
- 朝倉町四丁目
- 後閑町
- 広瀬町一丁目
- 広瀬町二丁目
- 広瀬町三丁目

## 制服
男子は紺色で3つボタンのジャケット、紺地にブルーチェックのスラックス。紺地にブルーとピンクのストライプ柄ネクタイ。女子は紺色セーラージャケットに紺地にピンクチェックのスカート。紺地にブルーとピンクのストライプ柄リボンである。また、男子と同様のスラックスも選択できる。

## 校章
生徒の原画をもとに専門のデザイナーによりデザイン化された2点を確認し、投票の結果春日中学校と広瀬中学校の特徴が合わさり、明桜の桜をイメージしたものに決定した。

## 校歌
- 作詞 山口 和士 関東学院大学 特任教授 （元県内高校校長）[3]
- 作曲 西田 直嗣 群馬大学共同教育学部音楽教育講座 教授

## 校名
春日中学校・広瀬中学校適正規模合同地区委員会が公募から選定した校名候補のなかから児童生徒・保護者・地域住民の投票により「桜の咲く春のような明るさが続くように。」という願いを持つ明桜中学校が190票を獲得し、多数決で校名として決定した。ほかの校名案は「青葉中学校」、「桜花中学校」、「けやき中学校」、「南中学校」があった。

## 周辺施設と学校
- 前橋市立わかば小学校
- 前橋赤十字病院
- 前橋市立上川淵小学校
- 前橋大島駅